# Гимн Доминиканской Республики
«Отважные сыны Кискеи» (исп. Quisqueyanos valientes) — государственный гимн Доминиканской Республики. Кискея (Quisqueya) — что означает «мать всех земель» — так коренные жители называли остров, на территории которого расположено государство. Стихи — Эмилио Прюдомм. Музыка — Хосе Рейес.
Впервые исполнен 17 августа 1883 года. Принят в качестве официального после некоторых доработок текста 7 июня 1897 года, но официально утверждён не был из-за разногласий автора слов с тогдашним президентом Доминиканской Республики Улисесом Эро. Утверждён официально 30 мая 1934 года.

## Текст
| I Quisqueyanos valientes, alcemos Nuestro canto con viva emoción, Y del mundo a la faz ostentemos Nuestro invicto glorioso pendón. ¡Salve el pueblo que intrépido y fuerte, A la guerra a morir se lanzó Cuando en bélico reto de muerte Sus cadenas de esclavo rompió. Ningun pueblo ser libre merece Si es esclavo indolente y servil; Si en su pecho la llama no crece Que templó el heroismo viril. Mas Quisqueya la indómita y brava Siempre altiva la frente alzará: Que si fuere mil veces esclava Otras tantas ser libre sabrá. II Que si dolo y ardid la expusieron de un intruso señor al desdén, ¡Las Carreras ! ¡Beler!… campos fueron que cubiertos de gloria se ven. Que en la cima de heroíco baluarte, de los libres el verbo encarnó, donde el genio de Sánchez y Duarte a ser libre o morir enseñó. Y si pudo inconsulto caudillo de esas glorias el brillo empañar, de la guerra se vió en Capotillo la bandera de fuego ondear. Y el incendio que atónito deja de Castilla al soberbio león, de las playas gloriosas le aleja donde flota el cruzado pendón. III Compatriotas, mostremos erguida nuestra frente, orgullosos de hoy más; que Quisqueya será destruida pero sierva de nuevo, jamás. Que es santuario de amor cada pecho do la patria se siente vivir; Y es su escudo invencible, el derecho; Y es su lema: ser libre o morir. Libertad que aún se yergue serena La victoria en su carro triunfal. Y el clarín de la guerra aún resuena Pregonando su gloria inmortal. ¡Libertad! Que los ecos se agiten Mientras llenos de noble ansiedad Nuestros campos de gloria repiten ¡Libertad! ¡Libertad! ¡Libertad! | I Отважные сыны Кискеи, запоём же с энтузиазмом нашу песнь, и представим пред лицо всего мира наш непобедимый прославленный стяг. Слава народу, который, неустрашимый и сильный, бросился в смертельную битву, и тогда в жестокой схватке насмерть свои рабские цепи он разбил! Ни один народ не заслуживает быть свободным если он — безвольный и угодливый раб; если в его груди не вздымается пламя, зажжённое мужественным героизмом. Но Кискея, неприручаемая и смелая, всегда гордо поднимет чело: ведь даже если бы она была тысячу раз рабыней, намного больше она умеет быть свободной. II Если же обман и хитрость подвергнут её поруганию вельможного захватчика, Лас-Каррерас, Белер — это поля битвы, на которых ещё видны свидетельства славы, где на вершине героического бастиона слово свободных обросло плотью, где гении Санчеса и Дуарте учили, как быть свободным или умереть. А если непрошенный вождь пренебрежёт сиянием этой славы, то в Капотильо покажется развевающийся огненный флаг войны. А пожар, который заставляет поразиться высокомерного льва Кастилии, отгонит его от прославленных берегов, где реет перекрещенный стяг. III Соотечественники, покажем же смело наше чело, отныне ещё более гордое; пусть даже будет разрушена Кискея, но быть снова рабами — никогда! Пусть это святилище любви в каждой груди родины отзовётся жизненной силой; а это — её непобедимый щит, право, это её девиз: быть свободным или умереть. Свобода пока лишь скромно поднимает победу в свою триумфальную колесницу, и горн войны ещё раздаётся, оглашая её бессмертную славу. Свобода! Пока это эхо раздаётся, полные благородного душевного волнения, наши поля славы повторяют: Свобода! Свобода! Свобода! |